# Caitlin Davies
Caitlin Davies (sinh ngày 6 tháng 3 năm 1964) là một tác giả, nhà báo và giáo viên người Anh. Cha mẹ cô là Hunter Davies và Margaret Forster, cả hai đều là nhà văn nổi tiếng. Hunter Davies đã viết thường xuyên về Caitlin và anh trai Jake và chị gái của cô trong một tạp chí Punch hàng tuần chạy vào những năm 1970, đưa ra một cái nhìn sâu sắc về sự giáo dục của họ. Khi còn trẻ, cô cũng thường được Auberon Waugh nhắc đến trong nhật ký Con mắt riêng tư của mình.
Mặc dù sinh ra ở Anh, Davies đã gắn bó với Botswana từ năm 1990 khi cô gặp chồng mình, cựu nghị sĩ Botswana Ronald Ridge, khi đang học thạc sĩ tiếng Anh tại Đại học Clark, Hoa Kỳ. Chuyển đến Botswana và làm giáo viên, rồi trở thành một nhà báo tự do, cô viết cho tờ báo lá cải đầu tiên của Botswana The Voice và sau đó là biên tập viên của Báo Okavango. Cô đã hai lần bị bắt làm nhà báo, một lần vì "gây sợ hãi và báo động", và được tha bổng. Năm 2000, cô nhận được một giải thưởng từ Viện truyền thông Nam Phi (MISA) 'để ghi nhận công việc báo chí nhất quán và xuất sắc.'
Khi sống ở Botswana, cô đã viết cuốn tiểu thuyết Jamestown Blues và tác phẩm lịch sử Sự trở lại của El Negro. Nạn nhân của một vụ tấn công và cưỡng hiếp tàn bạo, cô đã tích cực nghiên cứu về bạo lực gia đình ở Botswana và là thành viên sáng lập của Phụ nữ chống hiếp dâm (WAR) ở Maun.
Cô trở về Anh cùng con gái sau khi ly dị chồng và xuất bản một cuốn hồi ký về những trải nghiệm của mình, được gọi là Nơi lau sậy, được Hilary Mantel mô tả là 'thẳng thắn và không tình cảm'. Trong vài năm, cô đã viết các tính năng giáo dục và nghề nghiệp cho The Independent.
Davies là tác giả của sáu cuốn tiểu thuyết; Jamestown Blues (1996), Black Mulberries (2008), Friends Like Us (2009), The Ghost of Lily Painter (2011) một tài khoản hư cấu về hai nông dân bé Edward bị treo cổ tại nhà tù Holloway năm 1903, Family Likiness (2013) dựa trên kinh nghiệm của những đứa trẻ chủng tộc Anh sinh ra từ những người Mỹ gốc Phi trong Thế chiến thứ hai, cũng như câu chuyện về Dido Elizabeth Belle, 'quý tộc da đen đầu tiên' của Anh. Cuốn tiểu thuyết mới nhất của cô là Daisy Belle: Nhà vô địch bơi lội thế giới, dựa trên cuộc đời của Agnes Beckwith, được xuất bản bởi Unbound vào tháng 9 năm 2018 https://unbound.com/books/daisy-belle Lưu trữ ngày 5 tháng 7 năm 2019 tại Wayback Machine.
Cô cũng đã viết một cuốn sách phi hư cấu minh họa về ao tắm và lido trên Hampstead Heath, Take the Waters: a swim around Hampstead Heath (2012), với những bức ảnh của Ruth Corney và lịch sử xã hội của Camden Lock (2013). Là một nhà báo, tác phẩm của cô đã xuất hiện trên nhiều tờ báo và tạp chí bao gồm Thời báo Chủ nhật, Điện báo, Thư vào Chủ nhật, Thị trấn và Quốc gia và Tate Etc..
Vào năm 2015, cuốn sách phi hư cấu của bà ở hạ lưu: lịch sử và lễ kỷ niệm bơi sông Thames đã được xuất bản. Nó được The Independent mô tả là "một lịch sử văn hóa hấp dẫn". Nó đã dẫn đến một buổi giới thiệu bơi lội Thames ba tuần tại Bảo tàng Luân Đôn. Caitlin là cố vấn lịch sử cho bộ phim độc lập đình đám The Ponds Lưu trữ ngày 5 tháng 7 năm 2019 tại Wayback Machine, do Patrick McLennan và Samuel Smith làm đạo diễn, đồng thời là đại sứ cho Dự án Nhà tắm Thames sẽ giới thiệu bơi đến sông Thames ở trung tâm London.
Cuốn sách phi hư cấu mới nhất của cô, Bad Girls (John Murray), là một lịch sử của nhà tù Holloway ở phía bắc London, từng là nhà tù của phụ nữ lớn nhất ở Tây Âu. Nhà tù đóng cửa vào tháng 7 năm 2016; trang web đang được tái phát triển cho nhà ở. Davies là nhà báo duy nhất được cấp quyền truy cập vào nhà tù và tài liệu lưu trữ của nó. Bad Girls được mô tả là 'một nghiên cứu hấp dẫn' của Thời báo Chủ nhật và 'đọc tốt' của Jeremy Corbyn, MP. Bad Girls đã được đưa vào danh sách dài cho Giải thưởng Orwell dành cho Viết chính trị 2019 https://www.orwellfoundation.com/the-orwell-prizes/2019-prize/longlists/.
Từ năm 2014 đến năm 2017 Davies làm việc với tư cách là thành viên Quỹ văn học Hoàng gia tại Đại học Westminster, thuộc khoa Truyền thông, Nghệ thuật & Thiết kế, Harrow Campus. Cô đã là thành viên RLF tại Bảo tàng Victoria & Albert ở London kể từ tháng 2 năm 2019.